# John Gibbon (tábornok)
John Gibbon (Philadelphia, 1827. április 20. –‎ Baltimore, 1896. február 6.) amerikai hivatásos tiszt. A West Point Katonai Akadémián tanult, majd diploma után részt vett Mexikó katonai megszállásában, mely a mexikói–amerikai háborúban való győzelmet követte. Részt vett a szeminol indiánok deportálásában, A West Point Katonai akadémia tüzérségi segédoktatója volt, majd terjedelmes tüzérségi szakkönyvet jelentett meg 1855-ben. Megházasodott a marylandi illetőségű Frances North Moale-lal és négy gyermeke született tőle. Részt vett Utah megszállásában, majd hosszadalmas úton visszatért a polgárháború kitörésekor. Harcolt az amerikai polgárháborúban és az önkéntes hadsereg vezérőrnagyi rangjáig emelkedett. Ezután harcolt az indián háborúkban. Hosszú és sikeres tábori szolgálat után 1884-től kezdve különböző adminisztratív feladatkörökbe kényszerítette a kora. Szabad idejében többek között a polgárháborús hagyományokat ápoló szervezetek tagja volt. Írásaival segítette a kormányzatot indiánpolitikája alakításában és tüzérségi kézikönyvet írt a West Point katonai akadémia kadétjai számára.

## Ifjúsága és West Pointi tanulmányai
Gibbon a philadelphiai Holmesburgben született, Pennsylvania államban, Dr. John Heysham Gibbons és Catharine Lardner Gibbons negyedik gyermekeként. 11 éves korában a család az Észak-Karolina állambeli Charlotte-ba költözött, miután apja az Egyesült Államok helyi öntödéjének fő fémvizsgálója lett.
Fiatalon, mindössze tizenöt éves korában, 1842-ben felvételt nyert a West Point katonai akadémiájára. Az első évfolyamot magatartási problémák miatt ismételnie kellett. Gibbon azon a kérdésen bukott meg, hogy az Amerikai Egyesült Államok mikor nyerte el függetlenségét. 1847-ben sikeresen elvégezte az akadémiát, Ambrose E. Burnside-dal és A. P. Hillel, Romeyn B. Ayresszel, Charles Griffinnel és Thomas H. Neillel, Henry Heth-szel azonos évben, akik a polgárháborúban tábornoki rangig emelkedtek. Tanulmányi eredménye a huszadik volt az évfolyamban, ez az osztály középső részébe helyezte, ami a tüzérség címzetes hadnagyi rangjához volt elegendő.

## Mexikó megszállása, Texas és a deportálás
A 3. tüzérezredben kapott szolgálati helyet és harcolt a mexikói–amerikai háború, noha hadműveletben nem vett részt, csak Mexikóváros megszállásában. Eközben 1847. szeptember 13-én előléptették a tényleges hadnagyi rangra és a 4. US tüzérezredben kapott beosztást. Ezután Virginiában, a Virginiai-félsziget csücskén épült Fort Monroe erődjében teljesített szolgálat után a következő két évre Floridába küldték a Második szeminol háborúba. Az állam déli részén Fort Brooke-ban jelentkezett szolgálatra, ahol a szeminol indiánok és a telepesek közötti békét próbálta megőrizni. Eközben találkozott először későbbi parancsnokával, George G. Meade-del, akit úgy írt le, mint „egy vékony ember, baltaszerű arccal.” John C. Casey százados mély benyomást tett Gibbon hadnagyra az indiánok iránt tanusított barátságos és emberi hozzáállásával. Gibbon később azt írta a mentorának tekintett Casey-ről: „Soha nem tévesztette meg őket, nem hazudozott és nem tett olyan ígéreteket, amit ne lett volna képes megtartani, ha rajta áll.”
Florida után 1850-ben áthelyezték Texasba, a Ringgold Barracks helyőrségébe, majd Fort Brownba. 1850. szeptember 12-én előléptették főhadnaggyá. 1852-ben eltávozásra hazautazhatott, majd ennek végeztével hadbírósági szolgálatot látott el 1853-ig. 1853. május 20-tól több mint egy évig, 1854. augusztus 9-ig a szeminol indiánok Floridából a Mississippitől nyugatra való kitelepítésén dolgozott.

## Újra a West Pointon, tüzérségi kézikönyv, házasodás

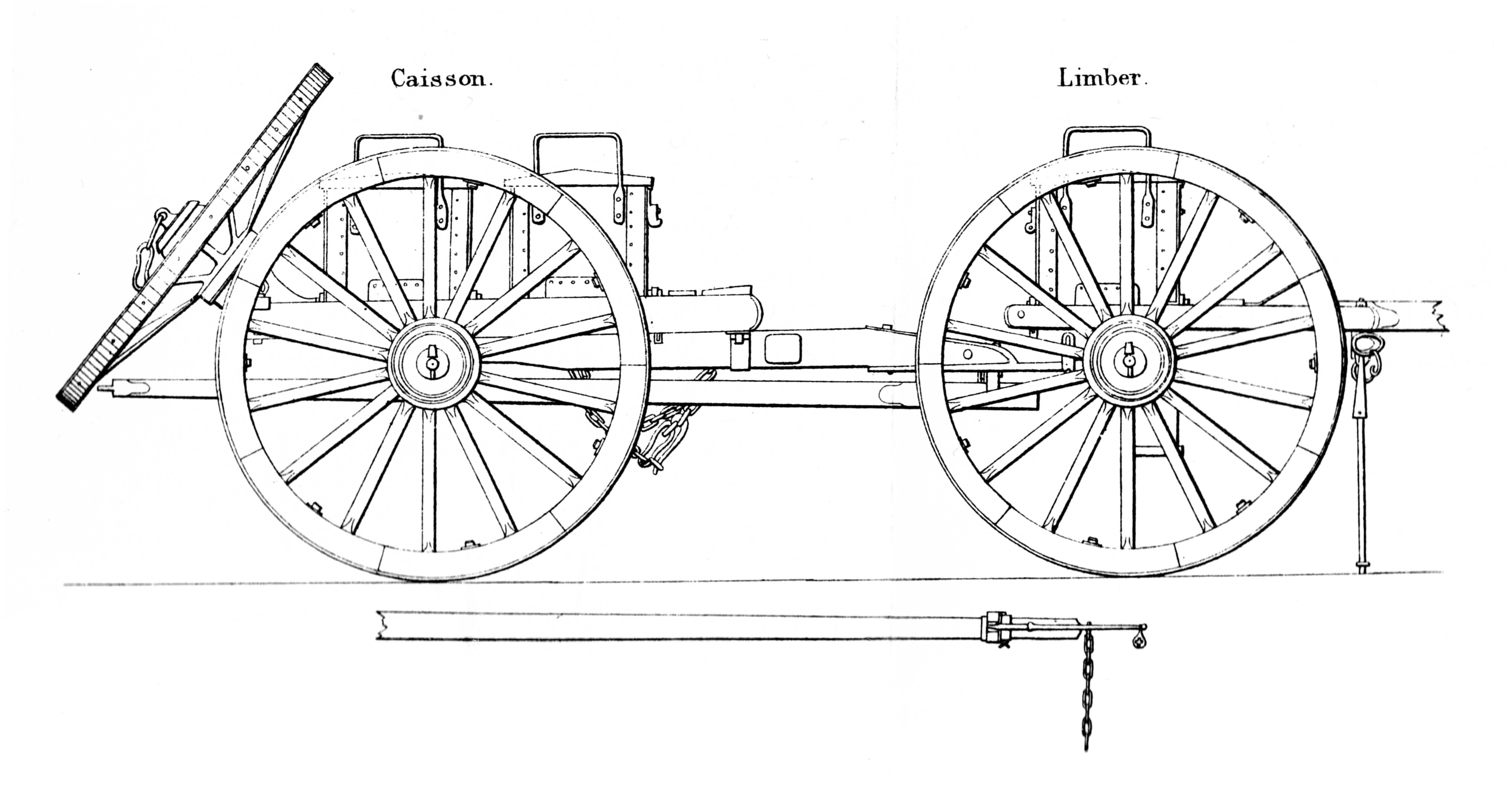
Csőfélkocsit és lőszerszekrényt ábrázló illusztráció az Artillerist's Manual 2. kiadásából.

1854-től három éven át a West Point Katonai Akadémia tüzérségi segédoktatója volt, és Fitz John Portert váltotta fel ebben a beosztásban. Ez idő alatt ismerkedett meg a baltimore-i illetőségű Francis North Moale kisasszonnyal, az agg Samuel Moale ezredes 25 éves lányával. Az ezredes még az 1812-es brit-amerikai háborúban szolgált a tüzérség kapitányaként és részt vett Baltimore védelmében, majd leszerelése után jogi karriert futott be. John protestáns vallásban nevelődött, míg a Moale család római katolikus volt ezért a fiatalok szerelme ellenére az öreg ezredes vehemensen ellenezte házasságukat. Az ellenállás csak akkor tört meg, mikor John hajlandó lett a Moale-ok egyházkerületének illetékes lelkiatyját felkérni az esküvő katolikus szertartásához.
1855. október 16-án John és Frances egybekeltek. Az esküvő után John magával vitte feleségét New Yorkba a West Pointra. Személyesen Fannie-nek becézte feleségét, míg leveleiben Dear mama-nak és Darling mama-nak (kb. Kedves anyus) szólította. Négy gyermekük született, Frances Moale Gibbon 1856-ban, Catharine "Katy" Lardner Gibbon 1858-ban, John Gibbon, Jr. (aki kétéves korában meghalt) 1861-ben és John S. Gibbon 1864-ben.
1856. szeptember 16-án Gibbont kinevezték az iskola szállásmesterének. 1857-től fogva a hátultöltős lőfegyvereket tesztelő bizottság tagja volt. 1859-ig hivatalosan betegszabadságra ment, valójában ez idő alatt tudományos igényességgel megírt tüzérségi kézikönyvét, az Artillerist's Manualt állította össze diákjegyzeteinek kibővítésével. A könyv nem taktikai szemléletű, hanem például az első fejezet a puskaporról szól, majdnem 40 oldalon keresztül. Ezután tárgyalja a használt lövegek típusait, a lövedékeket, a tűzvezetés elméletét és gyakorlatát, a gyutacstípusokat, a tüzérségi segédeszközöket, a tábori tüzérség és az ostromtüzérség mibenlétét. Külön fejezetet szentel a megfelelő tüzérségi igáslovak kiválasztásának és képi szemléltetésének. Gibbon 1859-ben publikálta tüzérségi kézikönyvet a D. Van Nostrand kiadó segítségével. Az első kiadást gyorsan követte egy második és a hadügyminisztérium több száz darabot rendelt a témát kimerítő műből. A könyv eljutott a The New York Herald újságjához, amely úgy vélekedett, a könyv értékes és fontos hozzájárulás az ország hadtudományához. A közelgő polgárháborúban mindkét oldal katonai oktatása részben erre a tankönyvre alapult.
1859. november 12-én Gibbont kinevezték a 4. US tüzérezred századosának és visszatért egységéhez tapasztalatot szerezni ebben a beosztásban. 1860-ban Utah Territóriumra vezényelték a 4. US tüzérezred B ütegéhez. Itt érte a polgárháború kitörése 1861. április 12-én. Családja Észak-Karolinában maradt ágán számos tagja birtokolt rabszolgákat és három bátyja, két sógora és unokatestvére belépett a Konföderáció hadseregébe, J. Johnston Pettigrew unokatestvére dandártábornoki rangig emelkedett a Konföderáció oldalán. Gibbon az unió oldalát választotta. A háború folyamán John Gibbonnak megszűnt a kapcsolata észak-karolinai családjával és nem beszélt, vagy váltott üzenetet a Konföderációs hadseregben szolgáló fivéreivel sem. Egyiküket sem illette rossz szóval déli vonzalmuk miatt, hanem elfogadta döntésüket és saját döntését a lelkiismeretére alapozta. A háború végén felújították a kapcsolatot és ott folytatták, ahol abbahagyták a négyéves szünet előtt.

## A polgárháborúban

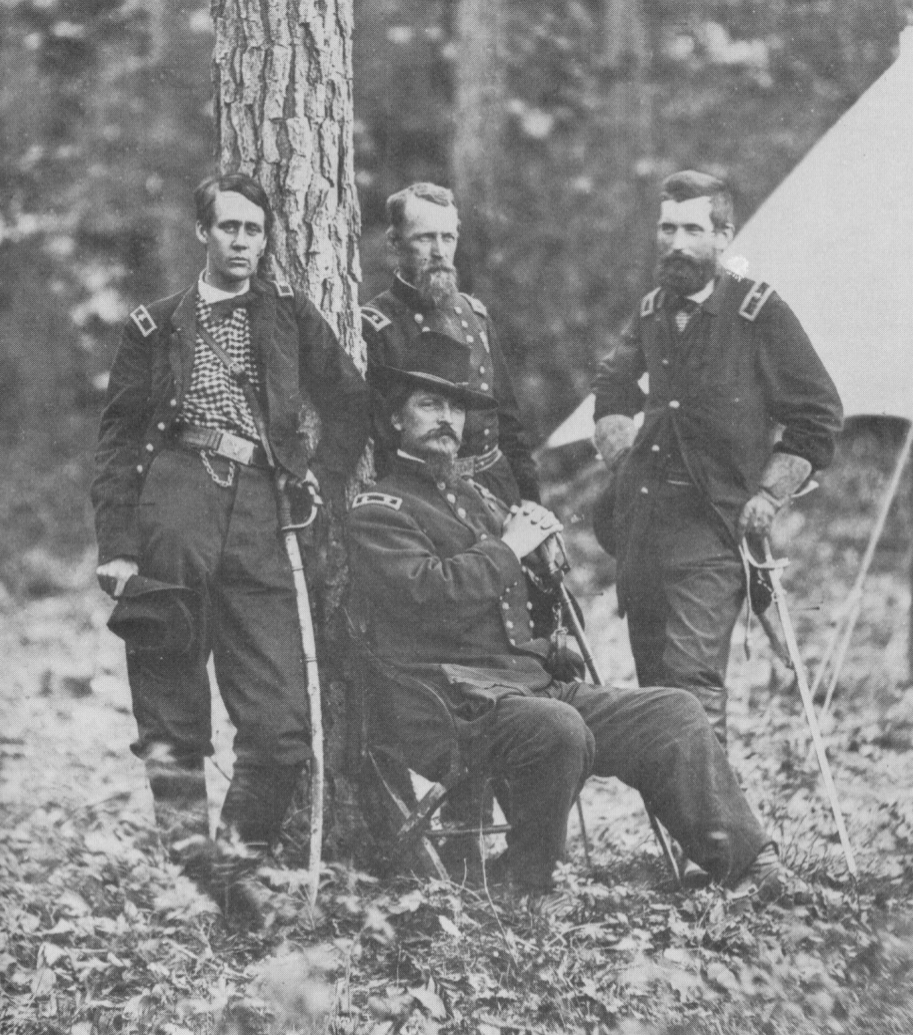
Gibbon (jobbra), a II. hadtest parancsnokaival: Hancock vezérőrnagy (ülve) és Barlow (balra), Birney (középen állva) a Vadon csatája közben

### A háború kitörése után
A polgárháború kezdetén Gibbon a 4. US könnyűtüzérség B ütegének századosa volt. Az üteg Camp Floydban állomásozott, Utah államban, ahol a Mormon háború utáni rendet tartotta fönt. Parancsuk szerint a utahi Camp Floyd táborából  Fort Leavenworth erődjébe kellett menetelniük, Kansas államba. Az út 1200 mérföldnyi hosszú és több mint két hónapba, összesen 74 napba telt megtenni. 1861. október 7-én érték el az erődöt. 1861. október 29-ére vasúton Washingtonba ért és Irvin McDowell vezérőrnagy hadosztályának tüzérségi parancsnoka lett. Az újonc önkéntesekből a B üteg mellett további három másik üteg személyzetét képezte ki tüzérnek. Gibbonnak volt tanári tapasztalata és tehetsége az önkéntesek oktatásához. A négy üteg hamarosan bizonyított a Potomac hadsereg kötelékében.
Előléptetése sokáig húzódott, mert Gibbonnak nem voltak washingtoni befolyásos barátai. Ezen kívül a hadügyminisztérium rövid kimenetelű háborút vizionált és ezért nem óhajtotta, hogy a tábori tüzérség tisztjei részt vegyenek a harcban. Így az önkéntes hadsereg soraiba való átlépésüket akadályozta, önkénteseket nem irányított hozzájuk és emiatt a tüzérség tisztikara nem növekedett rangjában. Ez csak a hónapok múlásával lett világos Gibbon előtt. A megoldás sok tehetséges tüzérszakember, úgy mint William Hays, Gustavus De Russy, George W. Getty, Charles Griffin és Romeyn B. Ayres számára a gyalogsághoz vagy a lovassághoz való átigazolás lett. Gibbon a gyalogságnál kerese az előmenetelt, amelyhez először idegenkedve közelített és mint a legtöbb hivatásos tiszt nem volt nagy véleménnyel az önkéntesekről sem.
1862. május 2-án Gibbont kinevezték az önkéntes hadsereg gyalogsági dandártábornokának, s ebben a minőségében Rufus King wisconsini dandárját irányította. A dandár a 2., 6. és 7. wisconsini gyalogezredet foglalta magába, és a 19. indianai ezredet. King a III. hadtest 1. hadosztályát irányította, Gibbon pedig a negyedik dandár parancsnoka lett. Gibbon oktatói kvalitását bizonyítja, hogy utólag azt mondta, hogy a dandár önkénteseinek teljesítménye lenyűgözte. Azonnal nekilátott a csapatok gyakorlatoztatásának és a csapatszellem növelése céljából messziről is feltűnő egyenruhát csináltatott katonáinak. Azok idegenkedve fogadták a fehér nadrágokat és fekete Hardee kalapot, melynek jól megkülönböztethető kinézete miatt a dandár a "feketekalapos" becenevet kapta. A katonák ki nem állhatták a fehér nadrágokat és a fővárosban a táborban egy reggel Gibbon arra ébredt, hogy a bosszúszomjas bakák a lovára húzták fel az utált ruhadarabot. Amikor maga az újonc ezredparancsnok sem tudott semmit a gyakorlatokról, saját maga vette kézbe a kiképzés irányítását. Gibbon dicsérte a katonák felfogását, akik két-három ismétlés után felfogták a manőverek jelentőségét és kivitelezését.

### Harc a Vasdandár élén

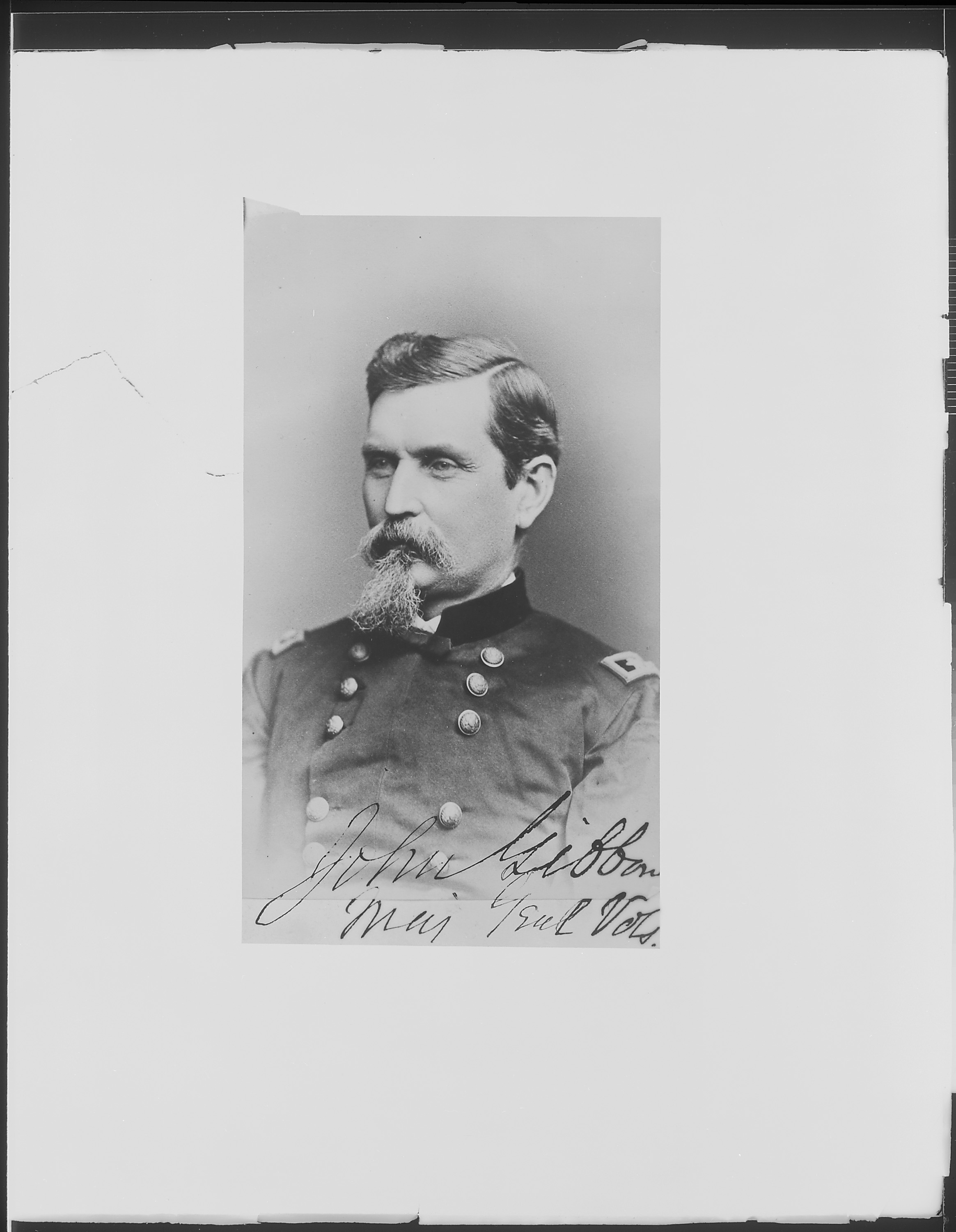
Gibbonról készült kép, dátumozása szerint valamikor 1864, vagy 65 folyamán. Ennek ellentmond, hogy őszülő szakálla és bajusza és annak formája életének későbbi szakaszára vall. 1864 folyamán, mint a fenti képen látható nem ilyen formára vágva hordta a szakállát és nem őszült.

A dandár A III. hadtesttel megjárta Virginia-félszigeti hadjáratot és a Hétnapos hadjáratot egyaránt, de harcot soha nem látott. Az első harci érintkezésre az Észak-Virginiai hadjáratig kellett várni. 1862. augusztus 28-án a Második Bull Run-i csata kezdetén Stonewall Jackson a Centreville felé vonuló uniós oszlopon rajtaütött a Brawner-farm közelében. A rajtaütést nem más vezette, mint a déli oldal talán legfegyelmezettebb és legképzettebb alakulata, az egykor Jackson vezette Stonewall dandár. A déliek meglepetésből támadtak rájuk, hogy az uniós hadsereg figyelmét magára vonja, de aztán rajtuk volt a meglepődés sora, mert az újonc feketekalapos dandár nem hátrált és nem menekült, hanem felvetet a küzdelmet és állta a sarat. A dandár annak ellenére, hogy soha még tűzharcban nem vett részt, visszaverte Jackson támadását és nem lehetett meghátrálásra késztetni. Csak az éjszaka leszállta vetett véget a küzdelemnek.
Pope vezérőrnagy veresége után a hadsereg Washington erődítményei mögé vonult vissza és olyan elégedetlen volt Pope személyiségével és vezetői képességeivel, hogy le kellett váltani. Lincoln elnök 1862. szeptember 4-én ismét George B. McClellan vezérőrnagyot bízta meg, hogy a harcképességet újraszervezze. McClellan hadserege szeptember 7-én elhagyta a fővárost és Lee Frederickben tartózkodó erői ellen vonult. Gibbon dandárja az I. hadtestbe, Joseph Hooker vezérőrnagy parancsnoksága alá került, Abner Doubleday dandártábornok 1. hadosztályának negyedik dandárjaként. A Potomac Hadseregnek először át kellett törnie a South Mountain hegység három hágóján, melyeket a déli erők tartottak ellenőrzés alatt.
1862. szeptember 14-én Gibbon vezette a dandár rohamát a South Mountain-i ütközetben a Turner-résnél való áttörésben. A katonák egyenletes tempóban közelítették meg a szorost a 4. US tüzérezred B ütegének támogatásával, melyet még mindig Gibbon ütegének hívtak. Az ellenséges katonák az erdőben és kőfalak mögé bújva védekeztek. Gibbonnak három másik ezred nyújtott segítséget a sötétedés beállta után még hosszan elhúzódó harcban. Az uniós üteg a fejek felett átlőve bombázta a déli állást. A katonák a muníció kifogytáig harcoltak és még azután is tartották állásaikat, amíg le nem váltották őket. McClellan megkérdezte Hookert, kinek a csapatai harcolnak ilyen rendíthetetlenül, mire Hooker azt válaszolta, hogy Gibbon tábornok nyugati katonái. McClellan megkérdezte, hogy ezeket vajon mind vasból kovácsolták-e? „Hitemre, abból.” – válaszolta Hooker. A dandárt innentől egyszerűen Vasdandár néven emlegették.
South Mountain után három nappal sor került a hadjáratot lezáró Antietami csatára. A marylandi hadjárat végét jelentette volna, ha McClellan hadserege ki tudja szorítani Lee-t Marylandből. Lee bízva saját képességeiben, a hadereje megosztott állapota ellenére Sharpsburg közelében csatát kínált az uniós erőknek. Hooker I. hadteste északról nyomult Sharpsburg felé az Antietam-patak partján. Doubleday hadosztálya ennek a jobb szárnyát képezte. Gibbon katonái a Hagerstownba vezető út mentén közelítettek Sharpsburghöz, ahol a déli csapatok megfutottak előlük. Behatoltak az Északi-erdő nevezetű ligetbe, majd William E. Stark dandártábornok vezetésével erős déli ellentámadás érte őket. A Vasdandár azonban lelőtte Starkot, így az ellentámadás összeomlott. A szövetségi katonák nagy lyukat ütöttek Jackson védelmi vonalán és továbblendítették a tőlük balra megakadt uniós támadást is. A Dunker-templom környékét elérve a Jackson-féle védelmi vonal kis híján fel volt göngyölítve. Ekkor, reggel 7 óra környékén konföderációs erősítések kezdtek áramlani a csatatér egyéb részeiről Lafayette McLaws és Richard H. Anderson vezérőrnagyoktól ide. Lee idevonta George T. Anderson dandárját, majd megjelent John B. Hood teljes hadosztálya, D. H. Hill vezérőrnagy három dandárja és Jubal A. Early dandárja is. Ezek az erők visszanyomták az I. hadtest katonáit észak felé és Gibbonnak a dandárjától ideiglenesen elszakadva a tüzérséget kellett igazgatnia a kukoricamező véres harcai közepette, óvva, nehogy a déliek megkaparintsák az ágyúkat. A kimerült I. hadtest ezek után már nem vett részt a harcokban, mert McClellan hátravonta és pihentette. Feleségének írt levelében így fogalmazott: „Pontosan annyira fáradtam bele ebbe a szörnyű háborúba mint te és minden nehézség nélkül tudnám nélkülözni a csatatereket egész életemben.”

### Hadosztályparancsnoki kinevezés
Az Antietami csatában az I. hadtest 2. hadosztályát James B. Ricketts dandártábornok vezette, aki súlyosan megsebesült. 1862. november 7-én, a midterm választás után Lincoln azonnal leváltotta McClellant a Potomac Hadsereg éléről, majd november 25-én leváltották és letartóztatták Fitz John Porter vezérőrnagyot az V. hadtest éléről. Portert hadbíróság elé állították és az egyik bírája a felépülőben levő Ricketts lett. A tárgyalás elhúzódott és csak 1863 januárjában ért véget, míg a hadsereg új parancsnoka, Ambrose Burnside vezérőrnagy azonnal támadást indított. A 2. hadosztály élére így új vezetőt kellett találni és Gibbon mind South Mountainnél, mind Antietamnél meghatározóan harcolt. 1862 december 12-én Gibbont megbízták az I. hadtest 2. hadosztályának irányításával. Az I. hadtest parancsnoka John F. Reynolds vezérőrnagy volt, aki régi barátjának számított és boldog volt hogy alatta szolgálhat. Másnap a hadsereg a Fredericksburgi csatában támadást intézett a Rappahannock-folyó mentén védekező délieket.
A támadási terv magában foglalta, hogy William B. Franklin vezérőrnagy nagy hadosztályából „legalább egy” hadosztály megtámadja Stonewall Jackson hadtestét. A választás Reynolds hadtestére és abban Meade hadosztályára esett. Meade hadsztályától jobbra Gibbon kötelességtudóan kísérte a támadásban. A harmadik támadásra kijelölt hadosztály David B. Birney dandártábornoké lett volna, azonban az ellenséges tüzérség bombázása miatt megállt és nem bocsátkozott támadásba. A két hadosztály rohama meglepte a Jackson hadtestét, de méreténél fogva jelentős erősítéseket tudott küldeni. Így a roham önmagában nem tudta a teljes déli hadtestet védelmi állásaiból kimozdulni és visszaverték. A harcban Gibbont bal csuklóján egy tüzérségi srapneltől sebesült meg és a seb ismétlődően elfertőződött, így Gibbon kénytelen volt egy pár hónapot kihagyni az aktív szolgálatból. Washingtonban lábadozva többek között maga az elnök, Abraham Lincoln is meglátogatta és meghallgatta beszámolóját, hogyan megy a harc. A washingtoni kezelés után Gibbon visszalátogatott Baltimore-ba a családját vizitálni.
1863. április 1-jén állt újra szolgálatba, Darius N. Couch vezérőrnagy II. hadtestének 2. hadosztályában. 1863 május első napjaiban, a Chancellorsville-i csata idején, Gibbon hadosztálya végig tartalékban volt és így harcot nem látott. Május 22-én Couch áthelyezését kérte és az új hadtestparancsnok Winfield S. Hancock vezérőrnagy lett. Nem sokkal a szolgálat ismételt felvétele után, 1863 júniusában Gibbon értesült fia, a majdnem két éves John Gibbon Jr. hirtelen haláláról.

### A Gettysburg hadjáratban

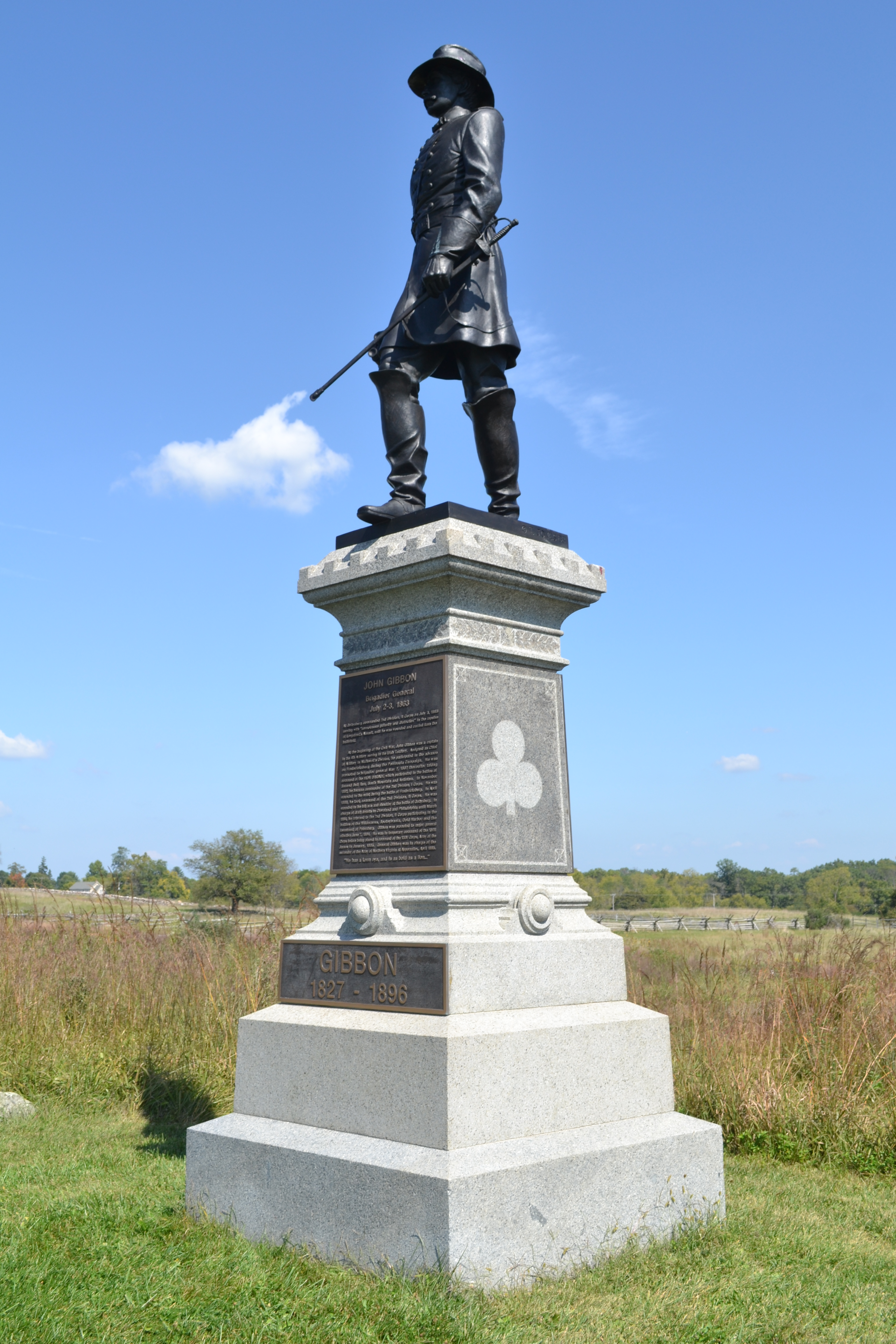
Gibbon szobra a Gettysburg Katonai Nemzeti Parkban.

Rövid időre megint hazatért, hogy meggyászolhassa fiát, de június végére már ismét csapatainál volt, és július első három napjában lezajlott gettysburgi csatában már részt vett. A II. hadtest a Potomac hadsereg tartaléka volt a csata kezdetén és Taneytown közelében állomásozott. Reynolds vezérőrnagy a csata nyitó fázisában meghalt és Meade, a hadsereg parancsnoka ekkor Hancockot küldte a balszárny irányításának átvételére. A II. hadtest tehát Gibbonra maradt és az ő vezetésével tartott észak felé. Hancock az este beköszöntével átadta a gettysburgi parancsnokságot Henry W. Slocum vezérőrnagynak és visszavette a II. hadtestet. Az éjszakát a balszárnyon töltötték, az I. hadtest maradványai mellett. Július 2-án a konföderációs erők erőteljes támadást indítottak a tőlük balra elhelyezkedő III. hadtest ellen. Hancock egymás után indította segítségül a II. hadtest egységeit, majd Daniel Sickles vezérőrnagy megsebesülésével Meade kinevezte a II. és III. hadtestet magába foglaló szárny irányításával, így Gibbon megint átvette a II. hadtestet. Július 2-a délutánján és estéjén a hadtest keményen harcolt Richard H. Anderson vezérőrnagy konföderációs csapatainak áttörési kísérletével és a rohamot visszaverve ellentámadásba lendült. Az ellentámadás során az uniós hadsereg visszaszerezte a délután elvesztett tüzérségi ütegek jó részét.
Kb. negyven évvel a csata után Gibbon memoárjában azt állította, hogy a július 2-i éjszakai haditanácson George G. Meade hadseregparancsnok félrevonta és mondta neki, hogy „amennyiben Robert E. Lee holnap támad, az a maga frontszakaszán megy majd végbe.” Meade jövendölése igaznak bizonyult; július 3-án Gibbonra hárult a Pickett-roham kivédésének oroszlánrésze, melyben ismét megsebesült. Az orvosok szerint Gibbon bal vállát átütő golyó hátulról érkezett. Ezen alkalommal Baltimore-ban heverte ki a sebet. Ezalatt toborzóközpontot vezetett az Ohio állambeli Clevelandben és barátja, illetve hadsegédje Frank A. Haskell társaságában 1863 novemberében részt vett a Gettysburgi Nemzeti Temető felszentelésén.

### Az Overland-hadjáratban

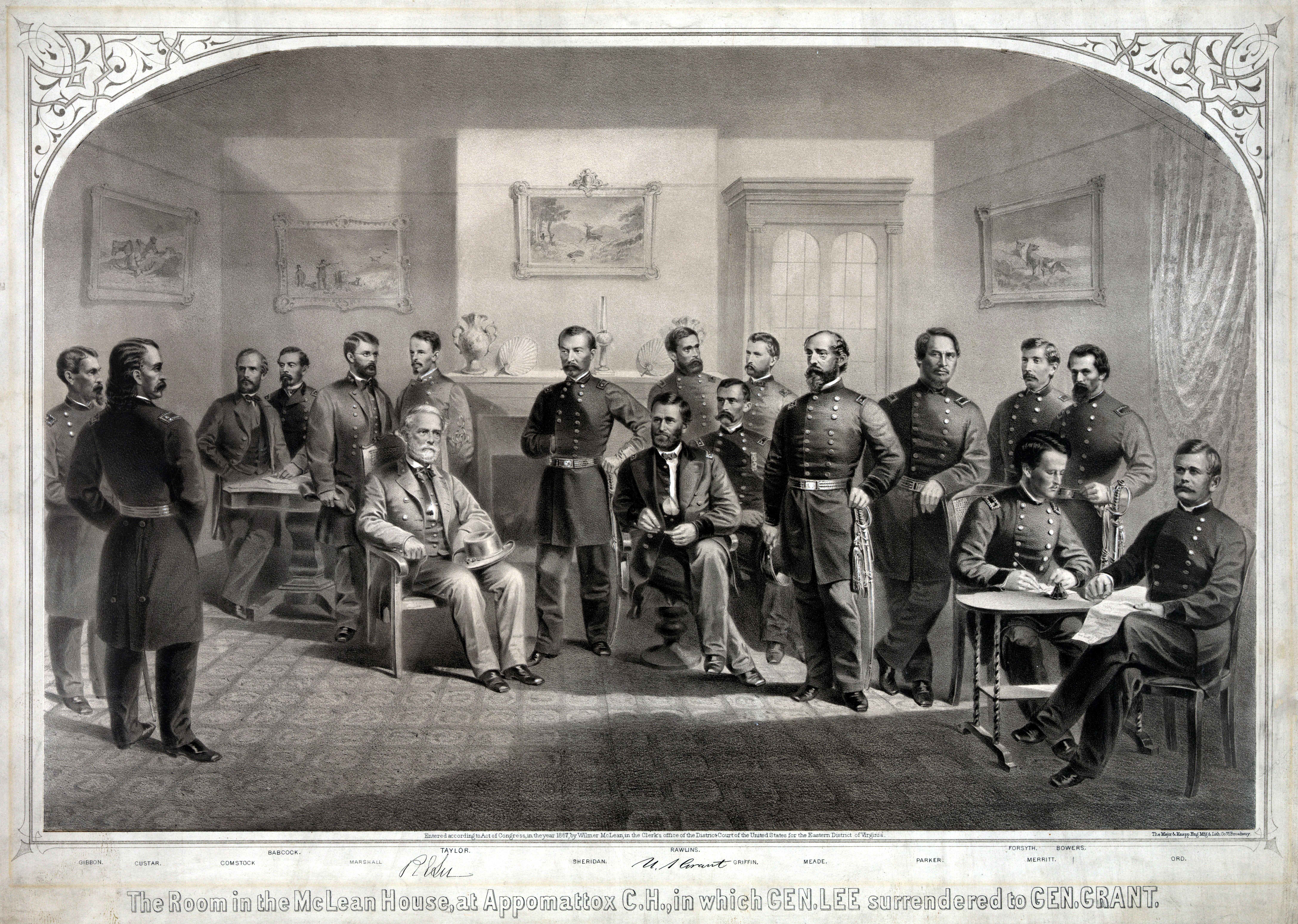
Gibbon (balszélen) Lee's appomattoxi fegyverletételénél.(nagyítás)

Gibbon 1864. májusában és júniusában az Overland hadjárat alatt ismét a II. hadtest második hadosztályát irányította. Részt vett a vadon csatában, ahol Hancockkal összetűzésbe került. Hacock elégedetlen volt a II. hadtest teljesítményével. Ez inkább volt magyarázható Hancock Gettysburg alatt szerzett és hosszasan gennyedző, de nem gyógyuló sebének kínjaival, semmint Gibbon hibájával. Spotsylvania Court House-i csatában. A Cold Harbor-i csatában 1864. június 7-én előléptették az önkéntes hadsereg vezérőrnagyává.

### Petersburg ostrománál és az appomattoxi hadjáratban
Az 1864 júniusától 1865 áprilisáig húzódó petersburgi ostromban a II. hadtest átkelt a James-folyó déli oldalára. Az ostrom a habozó támadás miatt megakadt a védelmen és hosszadalmasan elnyúlt. 1864. augusztus 28-29-én csapatait Henry Heth vezérőrnagy hadosztálya csúfosan visszaverte és sok foglyot ejtett közülük. Gibbont mélységesen leverte, hogy csapatai megtagadták a harcot a második Ream's Station-i ütközetben. A hadtest elvesztette hadilobogóinak egy részét, ami sosem történt még meg vele. Hancock és Gibbon viszonya jegessé hidegült és kénytelenek voltak közvetítőkön keresztül kommunikálni. Gibbon szerint a csatabárdot ugyan később elásták, de a viszony sohasem lett olyan szívélyes, mint azelőtt. 1864 szeptemberében Gibbon ideiglenesen irányítást kapott a XVIII. hadtestnél, majd októberben maga is betegszabadságra ment.
1864. december 3-án a XVIII. hadtestet feloszlatták a X. hadtesttel együtt, és a fehér bőrű katonákból megalakult a XXIV. hadtest, a négerekből pedig a XXV. hadtest. Előbbi parancsnoka 1865. január 1-jén Gibbon lett a James hadseregben. Közvetlen felettese a James-hadsereg irányítója, Edward O. C. Ord vezérőrnagy volt. Február 7-én győzelmet értek el a Hatcher's Run-i ütközetben, Fort Gregg ostromában. 1865. áprilisában katonái élén áttörést ért el a harmadik petersburgi ütközetben, mely során elfoglalták Fort Gregget a konföderációs védelemtől. Az appomattoxi hadjárat során a déliek menekülési útját kellett elvágnia a Appomattox Court House-i csata idején. A siker Lee fegyverletételét eredményezte. Egyike volt a három megbízottnak, akik a konföderációs megadást felügyelték. A XXIV. hadtestet 1865 augusztusában feloszlatták.

## Indián háborúk

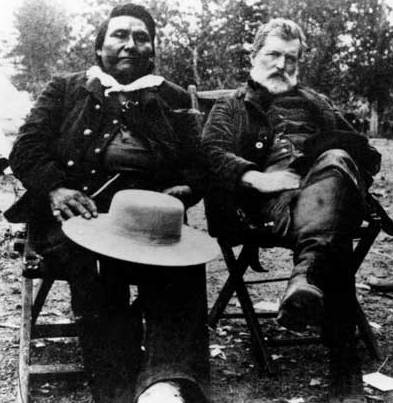
Gibbon és Joseph, a Nez Perce főnöke, akivel később jó barátságba kerültek.

Gibbon 1877-ben vagy 1878-ban, ezredesként a Montana Column egyenruhájában.

Gibbon 1866-ban került ki az önkéntes hadsereg soraiból. A hivatásos hadsereg századosi rangjában tért vissza a 4. US tüzérezredhez, de a 36. US gyalogezredben ezredesi rangot kapott. 1869-ben a 7. US gyalogezred kötelékébe lépett át. 1876-ban a 7. US gyalogsági ezred parancsnoka volt, mely Shawban, Bakerben és Ellisben állomásozott a territóriumon, mikor a nagy sziú háború kitört. Irányítása alatt volt nemcsak a 7. US gyalogsági ezred, de a 2. US lovassági ezred F, G , H és L százada is. A lovassági különítményt James S. Brisbane vezette, és az Ellis-erődben állomásoztak. George Crook, Alfred Terry és Gibbon összehangolt műveletet kellett vezessen a sájennek és a sziúk ellen 1876 júniusában, de a rosebudi ütközetben Crookot visszaüldözték.
Gibbon éppen nem volt a közelben, mikor George A. Custer alezredes megtámadott egy igen nagy falut a Little Bighorn-folyó parján. Az Little Bighorn-i ütközetben Custer és 261 katonája elesett. Gibbon csapatainak június 26-i megérkezése valószínűleg megmentette több száz ember életét, akik Marcus Reno őrnaggyal voltak és támadás alatt álltak. Gibbon személyesen a következő nap ért oda és segített a sebesültek kimentésében, valamint a holtak eltemetésében.
A következő évben, 1877-ben még mindig Gibbon volt a parancsnok a hadszíntéren, mikor táviratot kapott Oliver O. Howardtól. Az új parancs utasította, hogy vágja el a portyázásból visszatérő, Howard által üldözött, Idahót elhagyó Nez Perce törzs visszavonulási útját. Gibbon Montana állam nyugati felén, a Big Hole (Nagy lyuk) folyó mellett talált rá a Nez Perce törzsre. A Big Hole melletti ütközetben Gibbon erői súlyos veszteségeket szenvedtek és osztottak egyaránt. Gibbon saját személyét is kitette a harc kockázatának, és egy indián puskatüze tartotta sakkban a fedezékében. A Nez Perce törzs az ütközet második napja után rendben visszavonult. Gibbon sürgős felhívására Howard csapatainak elővédje a következő nap érkezett meg a csatamezőre. A veszteségek és saját maga sebesülése miatt Gibbon nem tudta folytatni a további üldözést.
Gibbon élete végéig tagja maradt Az Egyesült Államok Katonai Szolgálata Intézményének és „Our Indian question” (Indiánkérdésünk) c. esszéje elnyerte az intézmény első aranymedálját. Az esszét a Journal of the Military of the Military Service Institution of the United State című újságjában jelentette meg.

## Karrierje késői része és a visszavonulás
Gibbon 1884-ben átmenetileg a Platte adminisztrációs hivatal parancsnoka lett. Az állandó hadseregben 1885-ben előléptették a hivatásos hadsereg dandártábornokává és megkapta a Columbia adminisztrációs hivatal irányítását, mely a csendes-óceáni északnyugati partok összes támaszpontja fölött diszponált. Ezen minőségében 1886-ban statáriumot vezetett be Seattle-ben a kínaiak elleni felkelés idején. 1890-től vezette az Atlanti Katonai Hadosztályt, majd 1891-ben, 65. születésnapján visszavonult.
Gibbon a Vasdandár egyletének elnöke volt. Mikor Gibbon Wisconsin államon keresztülutazott, hírét vette, hogy a Vasdandár a közelben tartja egyesületi összejövetelét, és elhatározta, hogy látogatását teszi a rendezvényen. A rendezvény ajtaján kopogtattak és Gibbon állt az ajtóban. A neki ajtót nyitó veterán megkérdezte, hogy kicsoda. Gibbon a legenda szerint azt válaszolta „Én vagyok Gibbon tábornok, és még mindig azt a gazfickót keresem, aki fehér gatyát húzott a lovamra!” A társaság ezzel beinvitálta.
1895-től haláláig a Military Order of the Loyal Legion of the United States (Az Egyesült Államok hűséges légióinak katonai rendje) főparancsnoka volt. Az 1886-ban végző West Point-os diákok évfolyamának ő tartott búcsúbeszédet.

## Halála és emlékezete

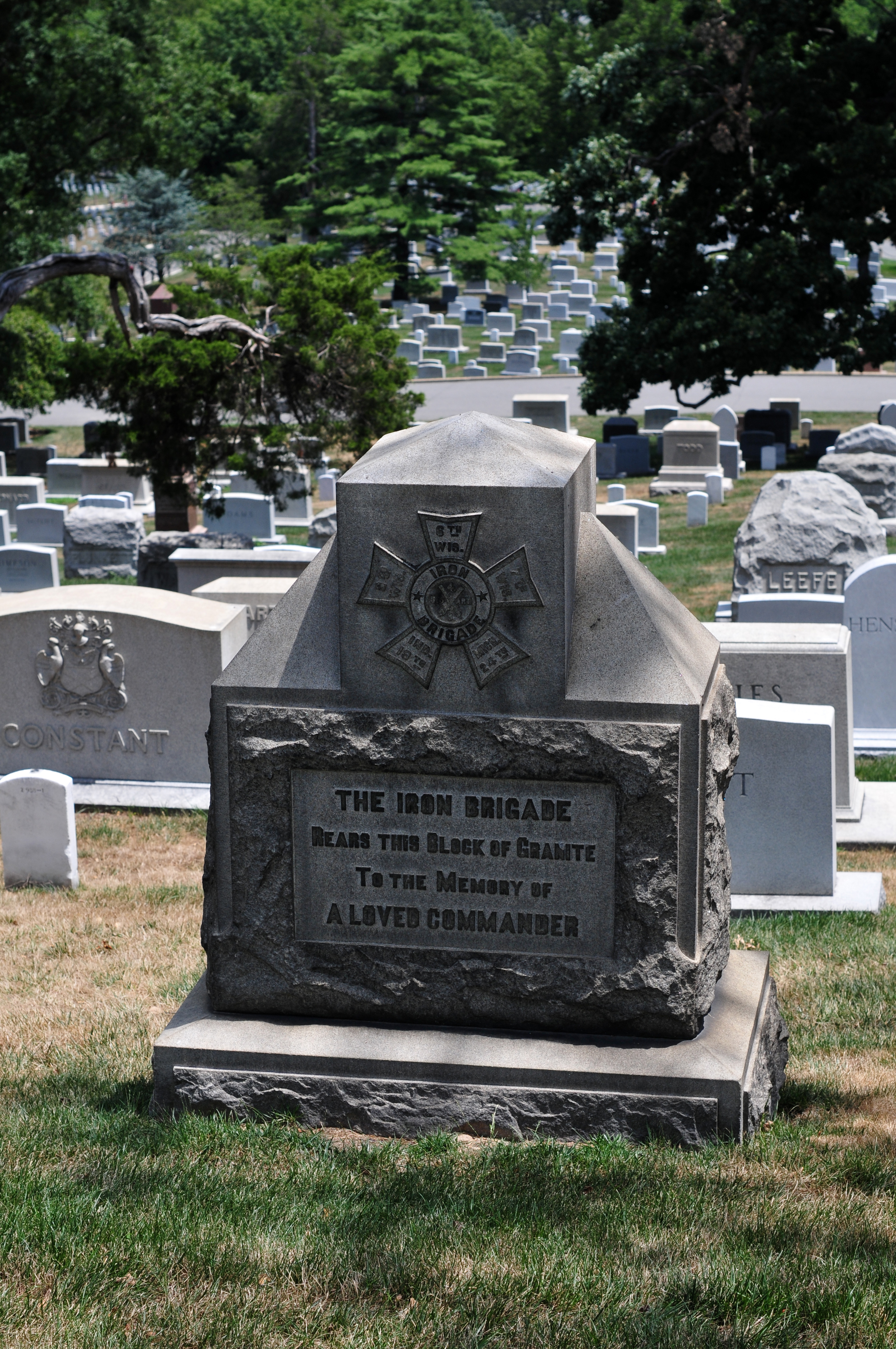
John Gibbon sírja az Arlingtoni Nemzeti Temetőben

John Gibbon Baltimore-ban halt meg és az Arlingtoni Nemzeti Temetőben van elhantolva. Híres és jelentős, 1859-ben írt kézikönyve, az Artillerist's Manual (Tüzérek kézikönyve) mellett 1928-ban posztumusz megjelent a Personal Recollections of the Civil War (A polgárháborúra való személyes visszaemlékezés). Jóval halála után, 1994-ben kiadták az Adventures on the Western Frontier (Kalandok a nyugati határvidéken) című művét, és számos, magazinokban és újságokban megjelent cikket, melyben a vadnyugaton folytatott életét és a kormánynak szánt tanácsokat találunk az indián bennszülöttekkel folytatott viszonyt illetően.
1988. július 3-án, a gettysburgi csata 125. évfordulóján John Gibbon bronzszobrát felállították a Gettysburgi Katonai Nemzeti Parkban, sebesülése helyének közelében.
A minnesota állambeli Gibbon róla kapta a nevét, szintúgy az Idaho állambeli Gibbonsville, az Oregon állambeli Gibbon, a Nebraska állambeli Gibbon  és a Washington állambeli Gibbon is. A Gibbon folyó és a Yellowstone Nemzeti Park egyik vízesése is az ő nevét viseli az 1872-es expedíciója emlékére.

## Fordítás
- Ez a szócikk részben vagy egészben  a   John Gibbon című angol Wikipédia-szócikk ezen változatának fordításán alapul.  Az eredeti cikk szerkesztőit annak laptörténete sorolja fel. Ez a jelzés csupán a megfogalmazás eredetét és a szerzői jogokat jelzi, nem szolgál a cikkben szereplő információk forrásmegjelöléseként.